# Karen Arthur
Pour les articles homonymes, voir Arthur.
Karen Arthur est une réalisatrice, actrice et productrice américaine née le 24 août 1941 à Omaha, Nebraska (États-Unis).

## Filmographie

### Réalisatrice
- 1975 : Legacy
- 1978 : The Mafu Cage
- 1979 : Charleston (TV)
- 1979 : Pour l'amour du risque (Hart to Hart) (série télévisée)
- 1982 : Cagney et Lacey (Cagney & Lacey) (série télévisée)
- 1983 : Scandales à l'Amirauté (Emerald Point N.A.S.) (série télévisée)
- 1983 : La Vengeance aux deux visages (Return to Eden) (feuilleton TV)
- 1984 : Victims for Victims: The Theresa Saldana Story (TV)
- 1985 : A Bunny's Tale (TV)
- 1985 : The Rape of Richard Beck (TV)
- 1986 : Crossings (feuilleton TV)
- 1987 : Cracked Up (TV)
- 1987 : Lady Beware
- 1988 : Danger en eaux troubles (Evil in Clear River) (TV)
- 1989 : Bridge to Silence (TV)
- 1990 : Project: Tin Men (TV)
- 1990 : Blue Bayou (TV)
- 1990 : Fall from Grace (TV)
- 1991 : Bump in the Night (TV)
- 1991 : Shadow of a Doubt (TV)
- 1992 : The Secret (TV)
- 1992 : La Famille Jackson (The Jacksons: An American Dream) (TV)
- 1993 : Disparition en haute mer (The Disappearance of Christina) (TV)
- 1994 : Femmes en prison (Against Their Will: Women in Prison) (TV)
- 1995 : Love and Betrayal: The Mia Farrow Story (TV)
- 1995 : New York News (en) (série télévisée)
- 1995 : Au-dessus de tout soupçon (Dead by Sunset) (TV)
- 1997 : Les Notes du bonheur (Journey of the Heart) (TV)
- 1997 : Sœurs de cœur (True Women) (TV)
- 1998 : The Staircase (en) (TV)
- 1998 : Labor of Love (TV)
- 1998 : De mères en filles (feuilleton TV)
- 2000 : L'Enfance retrouvée (The Lost Child) (TV)
- 2001 : Passion et préjudice (Passion and Prejudice) (TV)
- 2001 : The Song of the Lark (TV)
- 2002 : The Locket (TV)
- 2005 : The Christmas Blessing (TV)

### Actrice
- 1967 : Petit guide pour mari volage (A Guide for the Married Man) de Gene Kelly : Lady Dinner Partner at Romanoff's
- 1967 : Les Mystères de l'Ouest (The Wild Wild West), (série TV) - Saison 3 épisode 15, La Nuit de la Princesse (The Night of the Running Death), de Gunnar Hellstrom : Gerta
- 1969 : Virages (Winning) : Miss Dairy Queen
- 1970 : Like It Is : Stepmother
- 1973 : Murdock's Gang (TV) : Ryker's Secretary

### Productrice
- 1976 : Legacy
- 2001 : Passion et préjudice (Passion and Prejudice) (TV)